# لیندا گوتفردسون
لیندا گوتفردسون (انگلیسی: Linda Gottfredson؛ زادهٔ ۱۹۴۷) دانشمند در زمینه روان‌شناسی آموزشی اهل ایالات متحده آمریکا است.